# Stefan Lärnsack
Stefan Lärnsack (* 7. April 1992 in Wiener Neustadt) ist ein österreichischer Fußballspieler.

## Sportliche Laufbahn
Lärnsack begann seine Karriere bei der SV Admira Wiener Neustadt. 2008 wechselte er in die Fußballakademie St. Pölten, von wo er 2010 in den Erwachsenenfußball zum FC Waidhofen/Ybbs wechselte. Sein Debüt in der Regionalliga Ost gab der Mittelfeldspieler am 17. August 2010 gegen die Amateure des SV Mattersburg, als er durchspielte. Nach guten Leistungen als Stammspieler der Waidhofener wurde er vom Bundesligisten SC Wiener Neustadt verpflichtet.
Sein Debüt in der höchsten österreichischen Spielklasse gab Lärnsack am 10. Mai 2012 gegen den FK Austria Wien, als er in der 88. Minute für Mario Reiter eingewechselt wurde. Das Spiel endete 1:3. Er kam in seiner Debütsaison auf einem weiteren Einsatz. Im Sommer 2012 wechselte er zum SKU Amstetten in die Regionalliga Ost.
2018 gewann er mit dem FC Ober-Grafendorf als Trainer den Titel in der 2. Klasse.
Aktuell ist er Spielertrainer in der Futsal-Bundesliga bei FSV Uniqua St. Pölten.